# آرمسترانگ سیدلی هینا
آرمسترانگ سیدلی هینا (به انگلیسی: Armstrong Siddeley Hyena) یک موتور هواگرد ساختِ کارخانهٔ آرمسترانگ سیدلی در کشور بریتانیا است.